# 삼천서원 묘정비
삼천서원 묘정비는 대한민국 전라북도 진안군 용담면에 있다. 2016년 12월 28일 진안군의 향토문화유산(유형) 제1호로 지정되었다.

## 개요
진안 유일의 사액서원인 삼천서원의 내력이 기록되어 있다.